# COSMO-SkyMed
COSMO-SkyMed (COnstellation of small Satellites for Mediterranean basin Observation) è il primo sistema duale (civile e militare) di satelliti radar di osservazione terrestre; il sistema è promosso dall'Agenzia Spaziale Italiana e dal Ministero della Difesa.
COSMO-SkyMed è la componente italiana di un sistema italo-francese risultato di un accordo intergovernativo bilaterale Italia-Francia siglato nel 2001 – Accordo di Torino – e ratificato con la Legge 10 gennaio 2004, n. 20; nella sua configurazione finale, il sistema bilaterale – ORFEO – disporrà di 4 satelliti radar italiani in banda X (COSMO-SkyMed) e di 2 satelliti ottici francesi (Pleiades), aumentando, quindi, le capacità complessive.
Inoltre, COSMO-SkyMed è la componente italiana (national contributing mission) del sistema europeo Copernicus (ex GMES) ed è censito fra le fonti di dati dell'iniziativa europea INSPIRE.
COSMO-SkyMed è realizzato dall'azienda italiana Thales Alenia Space (ex Alenia Spazio) per conto dell'Agenzia Spaziale Italiana. Thales Alenia Space è una joint venture di Thales al 67% e Leonardo al 33%, e ricopre il ruolo di primo contraente, quale responsabile della fornitura "chiavi in mano" dell’intero Sistema.

## Storia
Il sistema COSMO SkyMed è una costellazione di quattro satelliti per Osservazione della Terra ad uso duale aventi come payload un radar ad apertura sintetica, frutto dell’intuizione dell’ingegner Giorgio Perrotta nei primi anni novanta. Il radar ad apertura sintetica è stato sviluppato a partire dalla fine degli anni novanta con il programma SAR 2000 finanziato dall'ASI.
Il contratto definitivo tra Finmeccanica e ASI è stato firmato il 21 dicembre 2004 per un valore di 775 milioni di euro per i primi tre satelliti, più 116 milioni per il quarto satellite, che ha alcune caratteristiche leggermente diverse. Il programma è stato finanziato in parte dal ministero dell'istruzione e in parte dal ministero della difesa.
Il primo satellite della costellazione, detto COSMO SkyMed 1, è stato lanciato il 7 giugno 2007 dalla base californiana di Vandenberg, alle 19:35 locali (le 4:35 in Italia), con il vettore Boeing Delta II.
Il secondo satellite, detto COSMO SkyMed 2, invece, è stato lanciato il 9 dicembre 2007 dalla stessa base alle 03:31 ora italiana, con il medesimo vettore del COSMO SkyMed 1. Il suo segnale è stato acquisito un'ora e 5 minuti dopo il lancio e viene ricevuto dalla stazione di Terra del Centro spaziale del Fucino, gestita da Telespazio.
Il terzo satellite della serie, COSMO SKyMed 3, è stato lanciato con successo il 25 ottobre 2008 dalla base di Vandenberg.
Il quarto satellite della serie, COSMO SKyMed 4, è stato lanciato con successo il 5 novembre 2010 dalla base di Vandenberg.
La seconda generazione di satelliti COSMO SKyMed è stata lanciata con successo il 31 gennaio 2022 da Cape Canaveral, portando in orbita 2 satelliti COSMO Skymed. La seconda generazione di satelliti ha permesso di ridurre la costellazione da 4 a 2 satelliti.

## Caratteristiche
Si tratta di una costellazione di quattro satelliti per l'osservazione della Terra dallo spazio che utilizzano un radar ad apertura sintetica (SAR) in banda X. Ha applicazioni sia di tipo propriamente militare che di tipo civile, monitorando catastrofi ambientali come inondazioni e frane; monitoraggio delle coste, dei mari e delle acque interne; monitoraggio agricolo per verificare i raccolti e gestire i cicli di trattamento; generazione di immagini ad alta risoluzione ad uso cartografico.
La responsabilità delle infrastrutture di terra e della gestione in orbita è civile, affidata a Telespazio presso il Centro Spaziale del Fucino, mentre l'elaborazione e gestione dei segnali satellitari, essendo un sistema duale, è affidata al Centro Interforze di Telerilevamento Satellitare del II Reparto Informazioni e Sicurezza dello Stato Maggiore della Difesa, con sede all'Aeroporto militare Mario de Bernardi di Pratica di Mare per la componente governativa (Sicurezza Nazionale e Difesa). Per la componente civile, la sede ASI di Matera provvede al segmento civile di sfruttamento delle immagini, per assicurare la commercializzazione per mezzo della propria controllata E-GEOS.